# Dusona gracilis
Dusona gracilis là một loài tò vò trong họ Ichneumonidae.